# 岡崎市立常磐小学校
岡崎市立常磐小学校（おかざきしりつ ときわしょうがっこう）は、愛知県岡崎市滝町にある公立小学校。

## 概要
1873年（明治6年）12月に創立した。

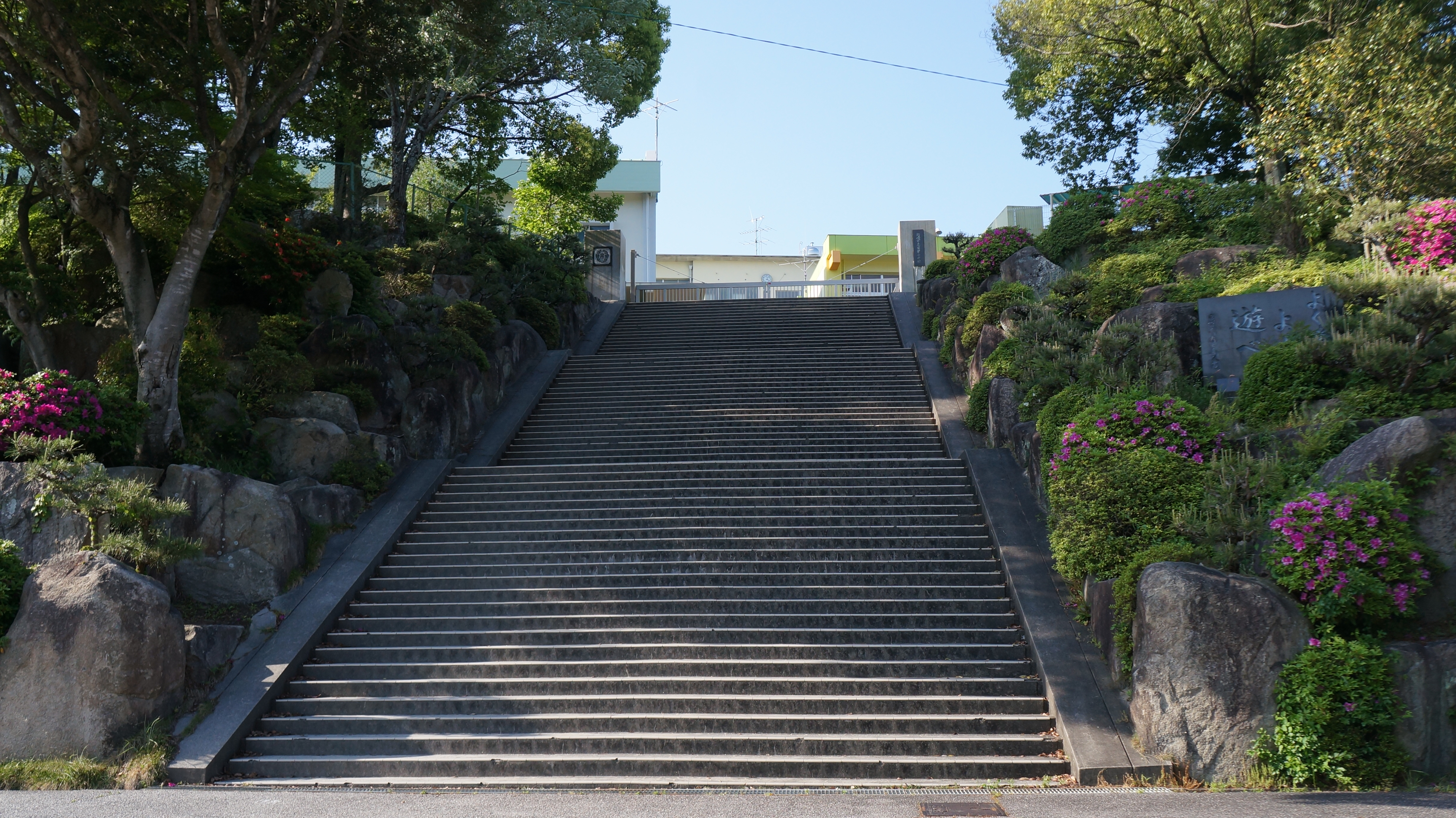
正門の階段

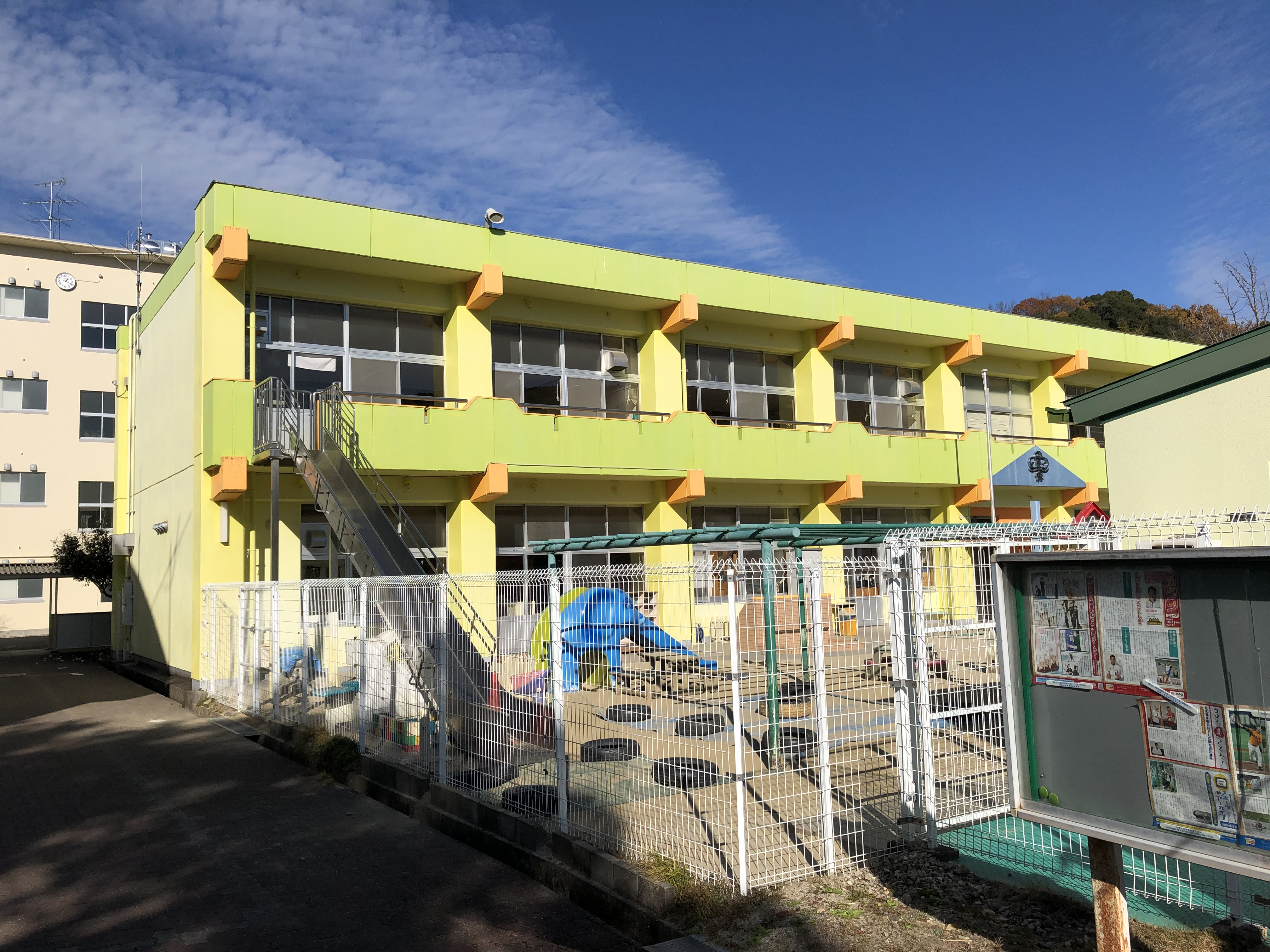
敷地内にある岡崎市常磐保育園

常磐南小学校と常磐東小学校とともに、岡崎市立常磐中学校の学区を構成する。
児童数が2016年から減少傾向にある。
| 調査日       | 児童数 | 通常学級 | 特別支援学級 | 出典   |
| ------------ | ------ | -------- | ------------ | ------ |
| 2013年4月8日 | 334人  | 12       | 2            | [ 2 ]  |
| 2014年5月1日 | 349人  | 12       | 2            | [ 3 ]  |
| 2015年5月1日 | 350人  | 12       | 2            | [ 4 ]  |
| 2016年5月1日 | 348人  | 12       | 2            | [ 5 ]  |
| 2017年5月1日 | 329人  | 12       | 2            | [ 6 ]  |
| 2018年5月1日 | 312人  | 12       | 2            | [ 7 ]  |
| 2019年5月1日 | 289人  | 11       | 2            | [ 8 ]  |
| 2020年5月1日 | 266人  | 10       | 3            | [ 9 ]  |
| 2021年5月1日 | 244人  | 9        | 2            | [ 10 ] |
| 2022年5月1日 | 216人  | 8        | 2            | [ 11 ] |
| 2023年5月1日 | 208人  | 8        | 2            | [ 12 ] |

### 校歌
中林きみをが作詞を、永見貞三が作曲を手掛けた。正門横に校歌碑が設置されている。

## 学区
| 町名                                                                                       | 進学先     |
| ------------------------------------------------------------------------------------------ | ---------- |
| 滝町、真伝町字吉祥（通称滝団地）、真伝町字清水谷（通称滝団地）、箱柳町字中立（通称滝団地） | 常磐中学校 |

（2022年12月26日現在）

## 沿革
- 1873年（明治6年）12月 - 滝村青龍院に義校が設立される[15]。
- 1874年（明治7年）1月 - 義校は日成学校と改称される。同時に分場を大柳に置く。
- 1875年（明治8年）1月 - 日成学校は青龍学校と改称される。
- 1892年（明治25年）9月 - 青龍尋常小学校と改称される。
- 1907年（明治40年）12月 - 常磐西尋常小学校と改称される。
- 1911年（明治44年）4月 - 常磐尋常高等小学校と改称される。
- 1941年（昭和16年）4月 - 国民学校令施行に伴い、常磐村常磐国民学校に改称する。
- 1947年（昭和22年）4月 - 学校教育法施行に伴い、常磐村立常磐小学校に改称する。
- 1955年（昭和30年）2月 - 岡崎市立常磐小学校に改称する。
- 1961年（昭和36年）9月 - 同校校歌完成。永見貞三の指導により、試演会を開く。
- 1976年（昭和51年）3月 - 現在地に移転。
- 1979年（昭和54年）7月 - プール完工。
- 1980年（昭和55年）3月 - 体育館完工。
- 1986年（昭和61年）5月 - 全日本学校環境緑化コンクール特選。文部大臣賞受賞。
- 2004年（平成16年）2月 - 南校舎改築、常磐保育園となる。
- 2009年（平成21年）3月 - 防災倉庫・北校舎完成。
- 2011年（平成23年）3月 - 屋内運動場天井改修工事完成。
- 2012年（平成24年）12月 - 屋内運動場屋根外壁改修工事完成。
- 2016年（平成28年）12月 - 南舎中央トイレ改修工事完成。
- 2018年（平成30年）3月 - 西門扉整備（常磐学区児童育育成センター[16]開設のため）。
- 2018年（平成30年）10月 - 愛知県家庭科教育研究会岡崎大会会場校として授業公開を行う。
- 2019年（令和元年）6月 - 教室・特別教室エアコン設置。
- 2020年（令和2年）1月 - 南舎外壁改修工事完成。
- 2021年（令和3年）4月 - 新型コロナウイルス感染症対策による学校休業（4・5月）。
- 2021年（令和3年）6月 - 校内ICTネットワーク整備工事完成。

## 交通アクセス

### バス
- 名鉄バス
  - 滝仁王門前バス停から徒歩で2分

### 電車
- 名鉄 名古屋本線
  - 東岡崎駅から車で約15分
- 愛知環状鉄道 愛知環状鉄道線
  - 大門駅から車で約15分
  - 北岡崎駅から車で約15分

## 著名な出身者
- 中根康浩 - 元衆議院議員、元岡崎市長。